# Сахнидис, Филиппос
Филиппос Сахнидис (греч. Φίλιππος Σαχινίδης, 27 марта 1963, Ванкувер) — греческий экономист и политик, министр финансов Греции с 21 марта по 17 мая 2012 года.

## Биографические сведения
Филиппос Сахнидис родился в 1963 году в Канаде. Вырос в греческом городе Ларисе. Изучал экономику в Университете Пирея и продолжил аспирантуру в Университете Нью-Йорка. Получил докторскую степень в Манчестерском университете (1994). Женат на Рании Каргеоргу, с которой имеет общего сына.
Он работал в Фонде экономических и промышленных исследований Греции, позднее служил в Национальном банке Греции. В правительстве премьер-министра Костаса Симитиса служил в качестве специального советника по экономическим вопросам в период 2000—2004 годов. В 2007 году избран членом Греческого парламента от г. Ларисы по партийному списку ПАСОК. Переизбран в 2009 году.
В октябре 2009 года начал службу в Мибнистерстве финансов в правительстве Йоргоса Папандреу. 17 июня 2011 года повышен до заместителя министра финансов Греции. 21 марта 2012 в коалиционном правительстве во главе с Лукасом Пападемосом сменил на посту министра финансов Эвангелоса Венизелоса.